# 1812
|  | For den russiske film, se 1812 (film) |
| 1812               |
| ------------------ |
| Dødsfald - Fødsler |
| • Begivenheder     |

| Gregoriansk kalender | 1812 MDCCCXII           |
| Ab urbe condita      | 2565                    |
| Armensk kalender     | 1261 ԹՎ ՌՄԿԱ            |
| Kinesiske kalender   | 4508 – 4509 辛未 – 壬申 |
| Etiopisk kalender    | 1804 – 1805             |
| Jødisk kalender      | 5572 – 5573             |
| Hindukalendere       |                         |
| - Vikram Samvat      | 1867 – 1868             |
| - Shaka Samvat       | 1734 – 1735             |
| - Kali Yuga          | 4913 – 4914             |
| Iransk kalender      | 1190 – 1191             |
| Islamisk kalender    | 1227 – 1228             |

Året 1812 startede på en onsdag.
Konge i Danmark: Frederik 6. – 1808-1839
Se også 1812 (tal)

## Begivenheder

### Marts
- 26. marts - et jordskælv ødelægger Caracas, Venezuela

### April
- 4. april - den amerikanske præsident James Madison indfører en 90 dage lang handelsboykot mod Storbritannien
- 5. april - Rusland og Sverige slutter forbund og aftaler, at den danske konge skal tvinges til at afstå Norge til den svenske konge
- 30. april – Louisiana bliver optaget som USA's 18. stat

### Maj
- 12. maj - Storbritanniens premierminister Spencer Perceval bliver ved et attentat skudt og dræbt af John Bellingham i lobbyen i Underhuset

### Juni
- 24. juni - en fransk hær på knap en halv million soldater under ledelse af Napoleon Bonaparte indleder et felttog i Rusland
- 26. juni - den polske landdag erklærer Polen uafhængigt, men kejser Napoleon nægter at acceptere beslutningen

### Juli
- 31. juli - Et år efter at erklæret sin selvstændighed indtages Venezuela af Spanien, og dets leder Francisco de Miranda bliver arresteret

### September
- 7. september – Napoleons tropper besejrer den russiske hær ved Borodino. Russerne begynder at evakuere Moskva, som kun ligger cirka 100 kilometer østpå.
- 15. september – Russerne sætter Moskva i brand for at undgå, at byens ressourcer falder i hænderne på de franske besættelsestropper. Kort tid efter begynder det franske tilbagetog. Kun ca. 10.000 ud af 610.000 mand i Napoleons hær overlever det russiske felttog

### Oktober
- 13. oktober – USA's forsøg på at invadere og erobre Canada fra Storbritannien (den britisk-amerikanske krig) slår fejl
- 19. oktober - Napoleons tropper påbegynder tilbagetrækning fra Moskva. Det foregår under stadige angreb fra kosakker og andre partisaner

### November
- 12. november- under tilbagetoget fra Moskva krydser resterne af Napoleons hær, la Grande Armée) Berezina floden. 10.000 mand må efterlades

### December
- 31. december - sidste nummer af den danske avis Kiøbenhavns Aftenpost udkommer

## Født
- 7. februar – Charles Dickens, engelsk, victoriansk forfatter (død 1870).
- 21. juni – Carl Wiibroe, dansk bryggeriejer (død 1888).
- 30. juni – Ivan Gontjarov, russisk forfatter (Oblomov)
- 31. august – Georg Carstensen, Tivolis grundlægger. (død 1857).
- 22. november – Johanne Luise Heiberg, dansk skuespillerinde